# Nogaredo
Nogaredo est une commune italienne d'environ 2 000 habitants située dans la province autonome de Trente dans la région du Trentin-Haut-Adige dans le nord-est de l'Italie.

## Histoire
- Procès en sorcellerie de Nogaredo

## Administration
| Période                                  | Période  | Identité        | Étiquette    | Qualité |
| ---------------------------------------- | -------- | --------------- | ------------ | ------- |
| 10 mai 2015                              | en cours | Fulvio Bonfanti | Lista Civica |         |
| Les données manquantes sont à compléter. |          |                 |              |         |

### Communes limitrophes
Les communes limitrophes sont  Isera, Rovereto et villa Lagarina.